# Школа № 11 (Иркутск)
Муниципальное бюджетное образовательное учреждение средняя общеобразовательная школа с углублённым изучением отдельных предметов № 11 — одно из старейших средних учебных заведений Иркутска.
Школа расположена в историческом центре Иркутска. Здание школы является памятником архитектуры местного значения.

## История
7 января 1915 года для строительства здания Гоголевского училища был принят проект архитектора Казимира Войцеховича Миталя (1877—1938).
13 мая 1915 года на Мало-Трапезниковской улице (ныне — переулок Богданова) был заложен фундамент городского училища имени Гоголя. 
9 декабря 1915 года было принято здание городского четырёхклассного училища имени Гоголя.
В 1920 году училище было преобразовано в школу первой ступени № 11.
Школа несколько раз меняла статус: вторая ступень — первая — фабрично-заводская семилетка.
В 1936 году состоялся первый выпуск десятых классов.
В 1940 году школе было присвоено имя Маяковского.
С 1941 по 1945 год в здании школы размещался эвакогоспиталь.
С 1943 по 1976 год директором школы работал заслуженный учитель школы России Иосиф Александрович Дриц (1915—1985).
В 1960 году началось углублённое изучение предметов естественно-математического цикла.
В 1992 году школе был присвоен статус школы с углублённым изучением отдельных предметов.
В 1995 году школа была включена в список 100 лучших школ России.
В 2007 году окончен девятимесячный капитальный ремонт школы.
В 2010 году к зданию школы пристроен новый спортивный зал площадью 800 квадратных метров.
В 2015 году школе исполнилось 100 лет.

## Известные выпускники и ученики
- Рыбаков, Моисей Александрович (1918—1943) — русский советский поэт.
- Богданов, Анатолий Сергеевич (1922—1954) — советский лётчик-штурмовик, Герой Советского Союза.
- Трофимов, Борис Александрович (род. 1938) — российский учёный-химик, доктор химических наук, академик РАН, лауреат Государственной премии России.
- Явербаум, Павел Моисеевич (род. 1932) — российский биохимик, доктор медицинских наук, профессор Иркутского государственного медицинского университета.
- Сидоров, Николай Александрович (род. 1940) - российский математик, доктор физико-математических наук, заслуженный деятель науки Российской Федерации, заслуженный профессор Иркутского государственного университета.
- Шпрах, Владимир Викторович (род. 1950) — российский учёный, врач-невролог, доктор медицинских наук, профессор[11].
- Иванишин, Анатолий Алексеевич (род. 1969) — российский космонавт-испытатель, Герой Российской Федерации, лётчик-космонавт Российской Федерации.
- Мацуев, Денис Леонидович (род. 1975) — российский пианист, народный артист России, лауреат Государственной премии России[12].
- Якубовский, Александр Владимирович (род.1985) — общественный и политический деятель, депутат Государственной думы седьмого созыва.